# Tosari (Brangsong)
Tosari is een bestuurslaag in het regentschap Kendal van de provincie Midden-Java, Indonesië. Tosari telt 2977 inwoners (volkstelling 2010).